# Định lý Banach-Steinhause
Định lý Banach-Steinhause mang tên hai nhà toán học Ba Lan Stefan Banach (1892-1945) và Hugo Steinhause (1887-1972). Định lý này được tìm ra năm 1927. Nó còn được gọi là Nguyên lý cơ bản của tính bị chặn đều dùng trong giải tích hàm.

## Phát biểu
Định lý Banach-Steinhause — Cho {\displaystyle X} là một không gian Banach, {\displaystyle Y} là không gian định chuẩn và {\displaystyle B(X,Y)} là không gian tất cả các toán tử tuyến tính liên tục từ {\displaystyle X} vào {\displaystyle Y}. Giả sử {\displaystyle F} là một tập các toán tử tuyến tính liên tục từ {\displaystyle X} vào {\displaystyle Y.} Nếu, với mọi {\displaystyle x\in X},
{\displaystyle \sup _{T\in F}\|T(x)\|_{Y}<\infty ,}
thì
{\displaystyle \sup _{T\in F}\|T\|_{B(X,Y)}<\infty .}